# 바이러스 Z: 백신 대참사
"바이러스 Z: 백신 대참사"(영어: Dead Don't Die in Dallas)는 미국에서 제작된 이스라엘 루나 감독의 2019년 공포, 코미디 영화이다.

## 캐스팅

### 주연
- 리처드 D. 커틴 : 사무엘 제프리스 역
- 윌렘 벨리 : 베스 앤 페터먼 역

### 조연
- 크리스탈 섬머스 : 재니스 재프리스 역
- 딜런 바이야드 : 이든 제프리스 역
- 에린 마리 가렛 : 레이시 역
- 톰 젬브로드 : 쿠터 역
- 애덤 키천 : 브레이든 레비 역
- 제랄드 크럼 : 제시 역
- 앨런 커렐 : 어머니 역
- 체이슬린 웨이드 : 코니 린거스 역
- 커트 휠러 : 맥닐리 역